# ملیکیان
ملیکیان (زبان ارمنی: Մելիքյան), یکی از نام‌های خانوادگی رایج در میان ارمنیان می‌باشد.
- آرسن ملیکیان، وزنه‌بردار
- آنا ملیکیان، کارگردان سینما و تلویزیون و تهیه‌کننده
- رومانوس ملیکیان، آهنگساز
- زولیکا باژبوک-ملیکیان، نقاش
- سیوزانا ملیکیان، هنرپیشه، و بازیگر سینما
- ماریام ملیکیان، هنرپیشه
- هراچیا ملیکیان، آهنگساز
- هریپسیمه ملیکیان، هنرپیشه
- یغیشه ملیکیان، بازیکن فوتبال